# U.S. Bank Center (Phoenix)
O U.S. Bank Center é um arranha-céu de escritórios de 31 andares e 124 m (407 ft) de altura, localizado em Phoenix, no Arizona. Atualmente, é o segundo edifício mais alto do estado do Arizona. O edifício começou a ser construído em 1974, e foi concluído em 1976.

## História
Quando foi construído, serviu como sede da Arizona Bancwest, empresa-mãe do The Arizona Bank, que (após o Arizona aprovou a legislação que permite a operação bancária interestadual) foi adquirida pela Security Pacific Bank, em Los Angeles, em 1986 (quando a Security Pacific Bank foi adquirida pelo Bank of America em 1992). O Bank of America ocupou a torre até 2000, quando a Bank of America Tower foi construída no Collier Center. Em janeiro de 2005, esta torre foi renomeada para U.S. Bank Tower e sofreu uma modesta reforma para refletir o mais novo e maior inquilino do edifício (a U.S. Bancorp). Foram adicionados novos restaurantes no térreo e o prédio foi pintado; os restaurantes já fecharam. Os novos sinais do U.S. Bank foram instalados em fevereiro de 2005.
O edifício foi projetado no estilo internacional. Acima do lobby fica uma garagem de sete andares. A torre ergue mais 23 andares, que no total somam 31 andares acima dos pisos térreos.